# هشیاری مصنوعی
هشیاری مصنوعی (به انگلیسی: Artificial consciousness (AC)), همچنین شناخته شده به عنوان هشیاری ماشین (به انگلیسی: Machine consciousness (MC)) یا هشیاری هم‌نهشته [یا سنتز شده] (به انگلیسی: Synthetic consciousness), زمینه‌ای مرتبط با هوش مصنوعی و رباتیک شناختی است. هدف تئوری هشیاری مصنوعی این است: «تعریف این که چه چیزهایی باید ترکیب [یا سنتز] شوند که هشیاری در یک مصنوع مهندسی یافته شود»
علوم اعصاب این فرضیه را ارائه می‌کند که هشیاری توسط عملکرد متقابل بخش‌های مختلف مغز تولید می‌شود، که به آن هم‌بستگی‌های عصبی هشیاری (به انگلیسی: Neural correlates of consciousness (NCC)) می‌گویند، اگرچه چالش‌هایی در این دید وجود دارد. طرفداران هشیاری مصنوعی معتقدند که ساخت سامانه‌هایی (مثلاً، سامانه‌های کامپیوتری) که بتوانند عملکرد متقابل NCC را تقلید کنند ممکن است.
مفاهیم هشیاری مصنوعی همچنین در فلسفه هوش مصنوعی از طریق سوالاتی در مورد ذهن، هشیاری، و اوضاع ذهنی، مورد تعمق و فکر قرار گرفته‌اند.

## نگرش‌های فلسفی
از آنجا که انواع مختلفی از هشیاری فرضیه پردازی شده است، پیاده سازی های بالقوه ی بسیاری از هشیاری مصنوعی وجود دارد. در واژگان و ادبیات فلسفی، متداول ترین نامگذاری ها برای هشیاری در سویه های "دسترسی" و "پدیداری" است. هشیاری مبتنی بر دسترسی آن ابعادی از تجربه را مدنظر دارد که میتوان آن را درک و دریافت کرد، در حالی که هشیاری پدیداری آن ابعادی از تجربه را در نظر میگیرد که ظاهرا نمیتوان آن را درک کرد، بلکه به طور کیفی تحت عباراتی چون "احساسات خام" یا "آن گونه که هست" یا "کیفیت" توصیف میشود.

### بحث های حول امکان هشیاری مصنوعی
نظریه پردازان "این همانی ذهن" و دیگر شکاکان بر این باورند که هشیاری تنها در سیستم های فیزیکی خاصی میتواند درک شود زیرا هشیاری ویژگی هایی دارد که ضرورتا به یک ساختار فیزیکی وابسته اند.
جورجیا بوتاتزو در مقاله ی خود تحت عنوان "هشیاری مصنوعی: آرمانشهر یا یک امکان واقعی" بیان میکند که یک مخالفت معمول با هشیاری مصنوعی در این است که "هنگام کار کردن در شرایط کاملا خودکار، آن ها(کامپیوتر ها) نمیتوانند از خود خلاقیت، غیرقابل برنامه نویسی مجدد بودن، احساسات یا اراده ی آزاد نشان دهند. یک کامپیوتر، مانند یک ماشین لباس شویی، برده ای است که تحت فعالیت اجزایش به کار می افتد." 
برای بقیه ی نظریه پردازان(مانند کارکردگرایان)، که حالات ذهنی را بر مبنای نقش های علی تعریف میکنند، هر سیستمی که جلوه گر الگوی نقش های علی مشابهی باشد، مستقل از ساختار و نظام فیزیکی، حالات ذهنی مشابهی از جمله خود هشیاری را شکل میدهد.

### استدلال های پایه ی محاسباتی
یکی از صریح ترین استدلال ها حول امکان شکل گیری هشیاری مصنوعی توسط دیوید چالمرز بیان شده است. پیشنهاد او  این است که انواع تقریبا درست و به خصوصی از محاسبات برای دارا بودن یک ذهن هشیار و خودآگاه کافی است. چالمرز این ایده را مطرح میکند که یک سیستم، یک محاسبات را در صورتی پیاده سازی میکند که ساختار علی سیستم، نمایانگر و آینه ای از ساختار قراردادی محاسبات باشد، و هر سیستمی که محاسبات به خصوصی را پیاده سازی کند هشیار و خودآگاه است.
جنجالی ترین بخش ایده ی چالمرز این است که کیفیات ذهنی به طور سازمانی نامتغیر هستند. کیفیات ذهنی بر دو نوع اند، روانشناختی و پدیدارشناختی. کیفیات روانشناختی، مانند اعتقاد و ادراک، آن هایی هستند که "بر اساس نقش های علی توصیف میشوند". به کمک اثر قبلی، او می گوید "سیستم هایی با توپولوژی(مکان شناسی) علی یکسان، در کیفیات روانشناختی مشترک اند."
کیفیات پدیدارشناختی، برخلاف کیفیات روانشناختی بر مبنای نقش های علی خود تعریف نمی شوند. بدین صورت، بیان کردن اینکه کیفیات پدیدارشناختی نتیجه ی یک توپولوژی علی خاص هستند، نیاز به استدلال دارد. چالمرز به این منظور استدلال "تجربه ی رقصان" خود را بیان میکند.
چالمرز با فرض اینکه ایده ی عدم تغییر سازمانی او اشتباه است شروع می کند: اینکه عامل های با سازمان های علی یکسان می توانند تجربه های متفاوت داشته باشند. او سپس از ما می خواهد که تبدیل یک عامل به عامل دیگر، از طریق جابجایی اجزا، و در عین حال بدون تغییر سازمان علی را تصور کنیم. در این صورت تجربه ی عاملِ تحت تحول تغییر می کند اما تغییری در توپولوژی علی صورت نمی گیرد و در نتیجه عامل به هیچ صورتی نمی تواند تغییرِ در تجربه را تشخیص دهد. چالمرز این ساز و کار و وضعیت را یک تعلیق به محال غیرممکن می داند و نشان می دهد که اصل "عدم تغییر سازمانی" او باید تقریبا به طور قطع درست باشد.
منتقدان هشیاری و خودآگاهی مصنوعی این اعتراض را وارد می کنند که پیشنهاد چالمرز با این پیش فرض بیان می شود که همه ی کیفیات ذهنی و ارتباطات بیرونی به طور کافی توسط سازمان علی انتزاعی درک و دریافت شده اند.